# Cape Sobral
Cape Sobral är en udde i Antarktis. Den ligger i Västantarktis. Argentina, Chile och Storbritannien gör anspråk på området.
Terrängen inåt land är kuperad norrut, men åt sydväst är den platt. Havet är nära Cape Sobral åt sydost. Trakten är obefolkad. Det finns inga samhällen i närheten.